# کنار رودخانه
کنار رودخانه فیلمی به کارگردانی و نویسندگی علیرضا امینی ساختهٔ سال ۱۳۸۲ است. محسن تنابنده بازیگردان این فیلم بوده است.

## خلاصه داستان
با شروع جنگ عراق، تعدای از مرزنشینان راه بیابان‌ها و کوهستان‌ها را در پیش می‌گیرند. مردی که با تازه عروسش در سفر است ناگهان می‌فهمد که پای زنش روی مین قرار گرفته و در صورت هرگونه حرکتی مین منفجر خواهد شد. مرد با سرعت به سمت یک آبادی می‌شتابد تا کمک بیاورد. هم‌زمان با ورود او آبادی کاملاً ویران می‌شود و همه از ترس حمله‌های هوایی می‌گریزند. مردی سرگردان که پیکر بی جان فرزندش را حمل می‌کند و پیرزنی که در کوه‌ها سرگردان شده، یکدیگر را می‌یابند و زن را می‌بینند که با لباس عروسی در منطقه‌ای ناامن ایستاده است. آنها می‌فهمند که نمی‌توانند به عروس نزدیک شوند و برای نجات او کاری کنند، چون در تیررس دشمن هستند. در سویی دیگر چند همسفر را می بییم، از جمله پیرمردی را که برای اقوامش دوغ می‌برد. همراهان او که بسیار تشنه‌اند، از او دوغ می‌خواهند، ولی پیرمرد به خواسته‌های آنان بی‌توجه است و از ظرف دوغ محافظت می‌کند، اما سرانجام راضی می‌شود دوغ را تقسیم کند. این گروه به گروه اول یعنی مرد جنازه به دوش و پیرزن می‌رسند و دربارهٔ موضوع‌های مختلفی با یکدیگر حرف می‌زنند. تازه داماد سرانجام با نیروهای کمکی بازمی‌گردد؛ ولی درست در آستانه رسیدن آنها به محل حادثه، مین منفجر می‌شود.

## بازیگران
- شادی وروایی
- کامران صادقی
- ابراهیم جواهری
- محسن سورانی